# Cable Car Museum

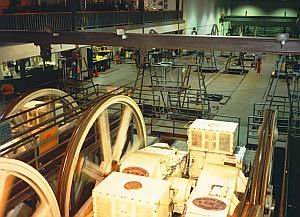
siłownia w muzeum

Cable Car Museum – darmowe Muzeum Tramwaju Linowego (z ang. cable car) w San Francisco w stanie Kalifornia. Muzeum znajduje się w dzielnicy Pacific Heights na 1201 Mason Street. Zawiera ono historyczne eksponaty tramwajów linowych oraz wyjaśnienia na temat działania całego systemu tego rodzaju środka transportu w San Francisco. 
Muzeum zostało założone w 1974 roku i operowane jest przez Friends of the Cable Car Museum(z ang. Przyjaciele Muzeum Tramwaju Liniowego). Jest to organizacja non-profit, która za zadanie stawia sobie zachowanie historii Muzeum. Celem organizacji jest rozwijanie i promowanie wystaw tramwaju linowego oraz przypominanie społeczności o ważnej roli tego środka transportu w San Francisco. 
Muzeum jest częścią kompleksu, w którym znajdują się również siłownia tramwaju oraz zajezdnia. Na wystawie znajdują się różne urządzenia mechaniczne, będące częścią konstrukcji tramwaju, takie jak na przykład, uchwyty, liny, systemy hamulcowe, modele tramwaju oraz ogromna kolekcja historycznych fotografii. Na terenie muzeum znajdują się również trzy antyczne tramwaje z lat siedemdziesiątych XIX w.:
- Sutter Street Railway No. 46
- Platforma No. 54
- jedyny, który przetrwał do dziś tramwaj pierwszej firmy produkującej ten środek transportu: Clay Street Hill Railroad No. 8

Nad zajezdnią znajdują się dwie galerie, z których rozpościera się widok na siłownię. Turystom i odwiedzającym zostało również umożliwione zejście do pieczary pod skrzyżowaniem ulic Waszyngtona i Masona gdzie można przyjrzeć się jak tramwaje przekierowywane są na ulicę.  
Muzeum oferuje wiele pamiątek do zakupienia na miejscu takich jak: książki, koszulki, karty, pocztówki a nawet dzwonki, które są wyposażeniem każdego tramwaju i służą do anonsowania przystanków.